# 루키 루커

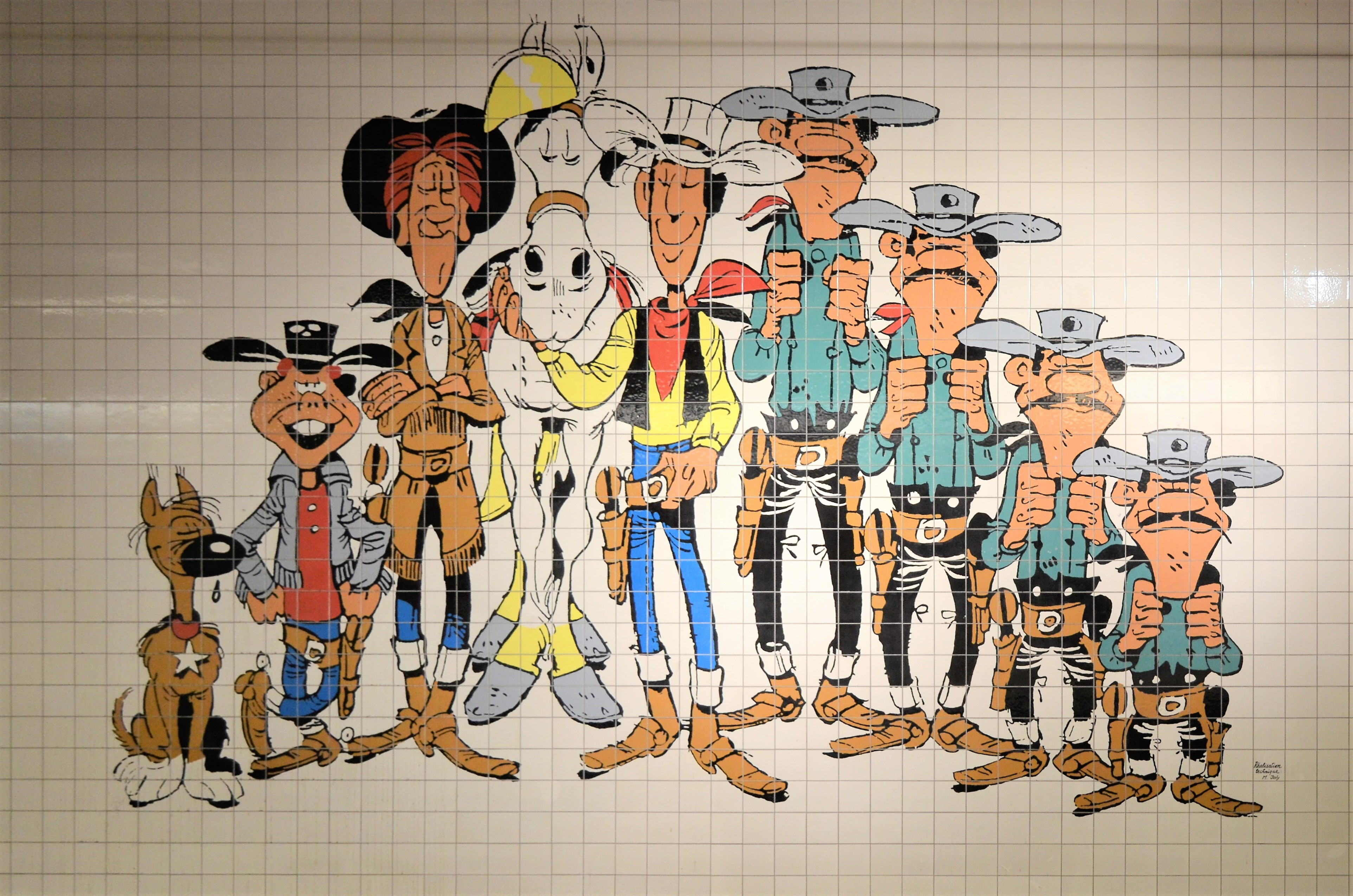

러키 루크(영어: Lucky Luke)는 벨기에의 만화가 모리스의 서부극 만화이자 이 만화를 원작으로 하는 애니메이션이다. 1970년대부터 1980년대에 걸쳐, 벨기에의 애니메이션 스튜디오인 벨비전 스튜디오가 애니메이션화했다. 실사 영화도 만들어지고 있다.